# Penitenciarul Drobeta-Turnu Severin
Penitenciarul Drobeta-Turnu Severin este o unitate de detenție, ce are sediul în vestul municipiului Drobeta-Turnu Severin, județul Mehedinți, având în componență o secție exterioară pe raza județului.
Directorul actual al Penitenciarului Drobeta-Turnu Severin este comisar sef de poliție penitenciară Răzvan-Vasile LĂPUȘTE.

## Istoric
Penitenciarul a fost înființat în anul 1864, unitatea având o capacitate de 150 de locuri. După anul 1956, a fost extins, amenajându-se în interiorul acestuia un club, birouri și un dormitor pentru cadre. Ca urmare a Decretului de grațiere și amnistiere nr. 115 din anul 1977, penitenciarul rămâne aproape gol iar prin Decretul Consiliului de Stat nr. 225, acesta este desființat. În 1983 este repus în funcțiune iar în 1984, locul de deținere este demolat, reconstruindu-se o clădire cu două niveluri. În anul 2011 s-au finalizat lucrările de reparații capitale și modernizare a secțiilor de deținere din unitate. 
În prezent penitenciarul din Drobeta Turnu Severin este modernizat, mai are o secție exterioară în comuna Vinjuleț la 32 Km distanță față de sediu, investiția fiind in derulare și dispune de o Gospodarie Agricola în comuna Șimian la 10 km distantă de orașul Drobeta Turnu Severin. Este un penitenciar modern cu personal bine pregatit profesional. În cadrul unității a luat ființă o asociație sportivă și două organizații sindicale: Sindicatul Național al Polițiștilor de Penitenciare-Filiala Drobeta Turnu Severin care datorita numarului de membri este si sindicatul reprezentativ la nivel de unitate și Sindicatul Danubius Drobeta-afiliat Federației Sindicatelor din Administrația Națională a Penitenciarelor. Media persoanelor private de libertate cazate este de 600 persoane. În  penitenciar se află în custodie persoane private de libertate, categoria bărbați, individualizate în regimurile de detenție deschis și semideschis, precum și arestați preventiv. Pe perioade determinate sunt însă custodiate și persoane tinere, respectiv persoane individualizate în regimurile de maximă siguranță și închis.